# GUAM
|  | No s'ha de confondre amb l'illa de Guam. |

GUAM (en ciríl·lic: ГУАМ) és un acord regional entre quatre països de la CEI: Geòrgia, Ucraïna, l'Azerbaidjan i Moldàvia. El grup va ser creat per contrarestar la influència de Rússia a la zona, i ha rebut el suport dels Estats Units.
La cooperació entre Geòrgia, Ucraïna, l'Azerbaidjan i Moldàvia va començar en el fòrum consultiu GUAM, establert el 10 d'octubre de 1997 a Estrasburg, i que va ser batejat amb les inicials d'aquests països. El 1999, l'Uzbekistan es va unir al grup i, per aquest motiu, es va canviar el nom a GUUAM. El 5 de maig de 2005 l'Uzbekistan va abandonar el grup, que es va tornar a anomenar GUAM. Actualment es considera que el grup està estancat. Per aquest i d'altres motius, la reunió prevista a Ialta el 2004, es va anul·lar.

## Història

### Orígens i fundació, afiliació uzbeka (1997-2005)

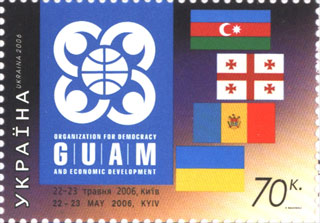
Segell de correus ucraïnès de 70 copecs commemoratiu de la Cimera GUAM celebrada a Kíiv els dies 22 i 23 de maig de 2006.

La cooperació entre Geòrgia, Ucraïna, Azerbaidjan i Moldàvia va començar amb el "Fòrum Consultiu GUAM", creat el 10 d'octubre de 1997 a Estrasburg i batejat amb les inicials de cadascun d'aquests països. El 1999, l'organització va adoptar el nom de GUUAM a causa de l'adhesió d'Uzbekistan. En una cimera celebrada a Ialta els dies 6 i 7 de juny del 2001 es va signar la carta de GUUAM, que va formalitzar l'organització. Segons l'expresident ucraïnès Víktor Iúsxenko, la carta fixava objectius per a la cooperació, com ara promoure els valors democràtics, garantir un desenvolupament estable, millorar la seguretat internacional i regional i intensificar la integració europea.
El 2002, Uzbekistan va anunciar que planejava retirar-se de l'organització i, després d'aquest anunci, va deixar d'assistir a les cimeres i reunions de GUUAM. El maig de 2005, poc després de la massacre d'Andidjan, Uzbekistan va notificar finalment de forma oficial la seva retirada de l'organització a la presidència moldava, de manera que el grup va tornar a dir-se GUAM.
El 22 d'abril del 2005 es va celebrar una cimera de GUUAM a Chișinău, Moldàvia. A la cimera hi van participar el representant especial del Departament d'Estat dels EUA per a conflictes euroasiàtics, Steven Mann, i el Secretari General de l'OSCE, Ján Kubiš. L'ambaixador rus a Chișinău va criticar que no es convidés Rússia a assistir-hi. Ilham Alíev, president d'Azerbaidjan, va declarar després de la cimera: "La nostra organització està emergint com una força poderosa, que participa en la resolució dels problemes de la regió del Mar Caspi i el Mar Negra", mentre que el president d'Ucraïna, Viktor Iúsxenko, va afirmar que s'havia escrit una nova pàgina en la història de l'organització.

### Estrenyiment de les relacions i integració (2006-2013)
Atès el creixement de la seva influència a la regió i l'existència de la Comunitat d'Estats Independents (CEI), liderada per Rússia, GUAM es va considerar a Rússia com una forma de contrarestar la influència russa a la zona i com a part d'una estratègia recolzada per Estats Units. No obstant això, els líders de GUAM rebutgen reiterada i oficialment aquestes afirmacions i declaren la seva ferma voluntat de desenvolupar estretes relacions amistoses amb Rússia. A més, l'Azerbaidjan, principal potència energètica del grup, ha aconseguit evitar qualsevol conflicte amb Rússia en els darrers anys.
L'abril del 2006, tres nacions del GUAM van donar suport a la proposta d'Ucraïna de condemnar com a genocidi l'Holodomor, la fam que va assolar Ucraïna a la dècada de 1930 i que va matar milions de persones.

Al maig de 2006, Ucraïna i Azerbaidjan van anunciar plans per augmentar encara més les relacions entre els membres de GUAM, rebatejant l'organització com a Organització GUAM per a la Democràcia i el Desenvolupament Econòmic i establint la seva seu a la capital ucraïnesa. Els altres membres van dir que era un pas i un avenç notables. També s'esperava que els participants a la cimera aprovessin els estatuts de GUAM, una declaració i un comunicat. També al maig de 2006, el Ministeri de Defensa ucraïnès va anunciar plans per establir forces de manteniment de la pau del GUAM. L'any següent, les nacions del GUAM van acordar formar una força conjunta de manteniment de la pau de 500 efectius per lluitar contra el separatisme.

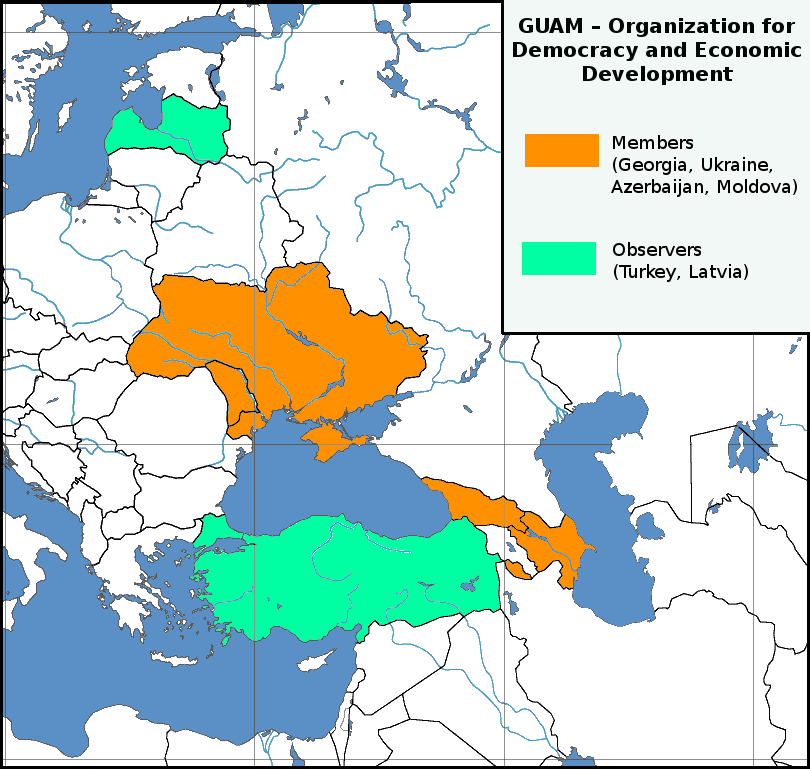
Mapa dels països membres (taronja) i observadors (verd) del GUAM

El juny de 2007, els presidents de Lituània, Polònia i Romania es van unir als líders dels Estats membres de GUAM a la cimera de GUAM a Bakú, Azerbaidjan. També van participar en la cimera el Vicepresident de Bulgària, el Vicepresident del Parlament estonià, el Ministre d'Economia de Letònia i representants d'alt nivell dels Estats Units, el Japó, l'OSCE, l'Organització de Cooperació Econòmica del Mar Negre (BSEC), la UNESCO i caps de missions diplomàtiques acreditades a l'Azerbaidjan.

### Després de la invasió i annexió russa de Crimea (2014-present)
El desembre del 2014, el llavors ministre d'Afers Estrangers d'Ucraïna, Pavlo Klimkin, va proposar que GUAM utilitzés l'anglès durant les reunions, en lloc del rus, que també era l'idioma principal utilitzat a les reunions oficials a la Unió Soviètica. Els representants de GUAM hi van estar d'acord.
Al març del 2017, GUAM va establir oficialment acords sobre una zona de lliure comerç i l'harmonització dels procediments duaners entre els seus Estats membres.
El maig del 2021, tres dels seus quatre membres, Ucraïna, Moldàvia i Geòrgia, es van unir creant un Trio d'Associació per facilitar conjuntament una integració europea més gran.

## Negociacions sobre la zona de lliure comerç
El 20 de juliol del 2002 es va signar un Acord sobre l'establiment d'una zona de lliure comerç entre els Estats participants al GUUAM.
El 2017, Ucraïna va anunciar acords sobre una àrea de lliure comerç i l'harmonització dels procediments duaners entre els seus Estats membres.
A la 77a Sessió de l'Assemblea General de les Nacions Unides (ONU) celebrada a Nova York el 20 de setembre de 2022, els Ministres d'Afers Exteriors dels membres de l'Organització per a la Democràcia i el Desenvolupament Econòmic (GUAM) es van reunir al marge i van celebrar la 39a reunió del Gabinet de GUAM. Després de la reunió, els ministres d'Afers Estrangers de Geòrgia, Ucraïna, Azerbaidjan i Moldàvia van signar un protocol sobre la determinació del país d'origen de les mercaderies. A més, el Ministeri d'Afers Estrangers d'Ucraïna va anunciar l'establiment d'una zona de lliure comerç entre els països GUAM.
La zona de lliure comerç no ha estat ratificada i no ha entrat en vigor. És massa aviat per saber si els Estats membres de GUAM ratificaran aviat la zona de lliure comerç o si el projecte quedarà en suspens. També cal preguntar-se fins a quin punt una zona de lliure comerç podria ajudar financerament els països de GUAM en comparació amb altres projectes, com l'adhesió a la Unió Europea o el Corredor del Medi. GUAM és un bloc regional que no ha demostrat la seva utilitat per als seus Estats membres en comparació amb altres organitzacions o projectes de què formen part els Estats membres de GUAM.

## Membres
Actuals
- Geòrgia (1997)
- Ucraïna (1997)
- Azerbaidjan (1997)
- Moldàvia (1997)

Antics
- Uzbekistan (1999[20]–2002[21])